# Hans-Otto Reintsch
Hans-Otto Reintsch (* 2. Januar 1955 in Spremberg) ist ein deutscher Schauspieler und Hörspielautor.

## Leben
Hans-Otto Reintsch wuchs in Spremberg auf. Er absolvierte seine Schauspielausbildung an der Schauspielschule in Rostock. Seit Ende der 1970er-Jahre wirkte er als Bühnendarsteller an verschiedenen Theaterhäusern und trat in mehreren Theaterstücken und Musicals auf. Er trat als Schauspieler vor der Kamera in mehreren Filmen und Fernsehserien auf, darunter auch in einigen DEFA-Spielfilmen und in Serien des Deutschen Fernsehfunks. Er war dabei oftmals in einer Nebenrolle besetzt.
Hans-Otto Reintsch war mit der Schauspielerin Siegrid Reintsch verheiratet. Seine aus dieser Ehe stammende Tochter Henriette Richter-Röhl ergriff später ebenfalls den Schauspielberuf. Er lebt in Berlin.

## Filmografie (Auswahl)
- 1979: Plantagenstraße 19
- 1980: Polizeiruf 110: Der Hinterhalt
- 1981: Zwei Freunde in Preußen
- 1983: Zille und ick
- 1983: Bühne frei (Fernsehserie, 1 Folge)
- 1986: Der Hut des Brigadiers
- 1988: Dschungelzeit
- 1990: Biologie!
- 2006: Fun Glasses (Kurzfilm)

## Hörspiele (Auswahl)
- 1991: Hans-Otto Reintsch: Revolutionsetüde. Neun Kurzhörspiele aus dem Wettbewerb „Bis hierher und wie weiter?“ 1991:  Land unter – Regie: Horst Liepach (Original-Hörspiel, Kurzhörspiel – Einrichtung nach Art. 36 Einigungsvertrag)

Quelle: ARD-Hörspieldatenbank